# Victoria Park (Dingwall)
El Victoria Park también llamado Global Energy Stadium por razones de patrocinio, es un estadio de fútbol ubicado en la ciudad de Dingwall en el norte de Escocia, fue inaugurado en 1929 y posee una capacidad para 6500 espectadores, es el estadio del club Ross County FC que disputa la Premier League de Escocia.
En julio de 2012, el club firmó un contrato con el Grupo Global Energy para el uso comercial del nombre del estadio. Después del ascenso del club a la Scottish Premier League en 2012, el grupo empresarial ha invertido 1,7 millones de libras (2,17 millones de euros) para la renovación del estadio y cumplir con los requisitos de seguridad impuestos por la Liga. El estadio está ahora equipado con 6500 butacas individuales, calefacción de suelo, nuevo césped y amplias zonas de estacionamientos.
El récord de asistencia al Victoria Park fueron 8.000 espectadores para un juego de Copa de Escocia entre el Ross County y el Glasgow Rangers el 28 de febrero de 1966, en tiempos en que no existían prohibiciones para gente de pie.

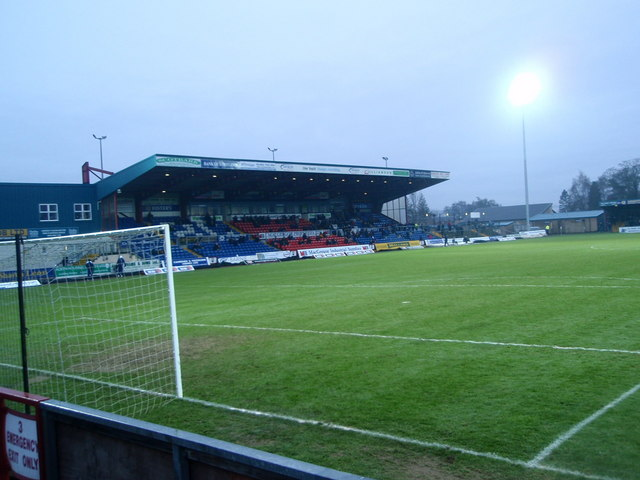
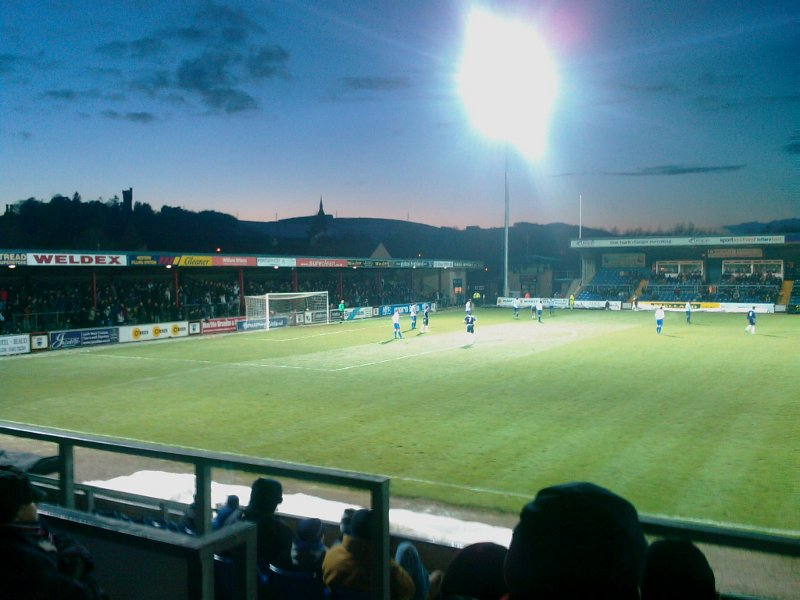